# 晁冲之
晁沖之（？—？），字叔用，一字用道，鉅野（今山東鉅野）人，晁補之從弟，南宋晁公武之父。
晁補之從弟，科舉不第。早年曾受業於陳師道，自稱“九歲一門生”，与吕本中交善，後隱居於陽翟（今河南禹縣）具茨山，人称具茨先生，以詩擅名，呂居仁曰：“眾人方學山谷，叔用獨專學老杜，其昆仲之所講究者素矣。”政和间，为大晟府丞。有詩集《具茨集》十卷傳世。又有《晁叔用詞》一卷，今不傳。趙萬里輯有《晁叔用詞》。
與名歌妓李師師有來往，有詩詞互贈。有子晁公武。